# Catedral del Sagrado Corazón (Buôn Ma Thuột)
La Catedral del Sagrado Corazón o simplemente Catedral de Buôn Ma Thuột  (en vietnamita: Nhà thờ chính tòa Ban Mê Thuột) es el nombre que recibe un edificio religioso que está afiliado a la Iglesia católica y se encuentra en  2 Phan Chu Trinh en la ciudad de Buôn Ma Thuột, capital de la provincia de Dak Lak, en la parte sur del país asiático de Vietnam.
La construcción de la iglesia se inició en 1957 y fue concluida al año siguiente con espacio para recibir a 1200 fieles sentados.
El templo sigue el rito romano o latino y es la iglesia principal de la diócesis de Ban Mê Thuột (Dioecesis Banmethuotensis o Giáo phận Ban Mê Thuột) que fue creada en 1967 por el papa Pablo VI mediante la bula Qui Dei benignitate.
Esta bajo la responsabilidad pastoral del obispo Vincent Nguyễn Văn Bản. 

## Véase también

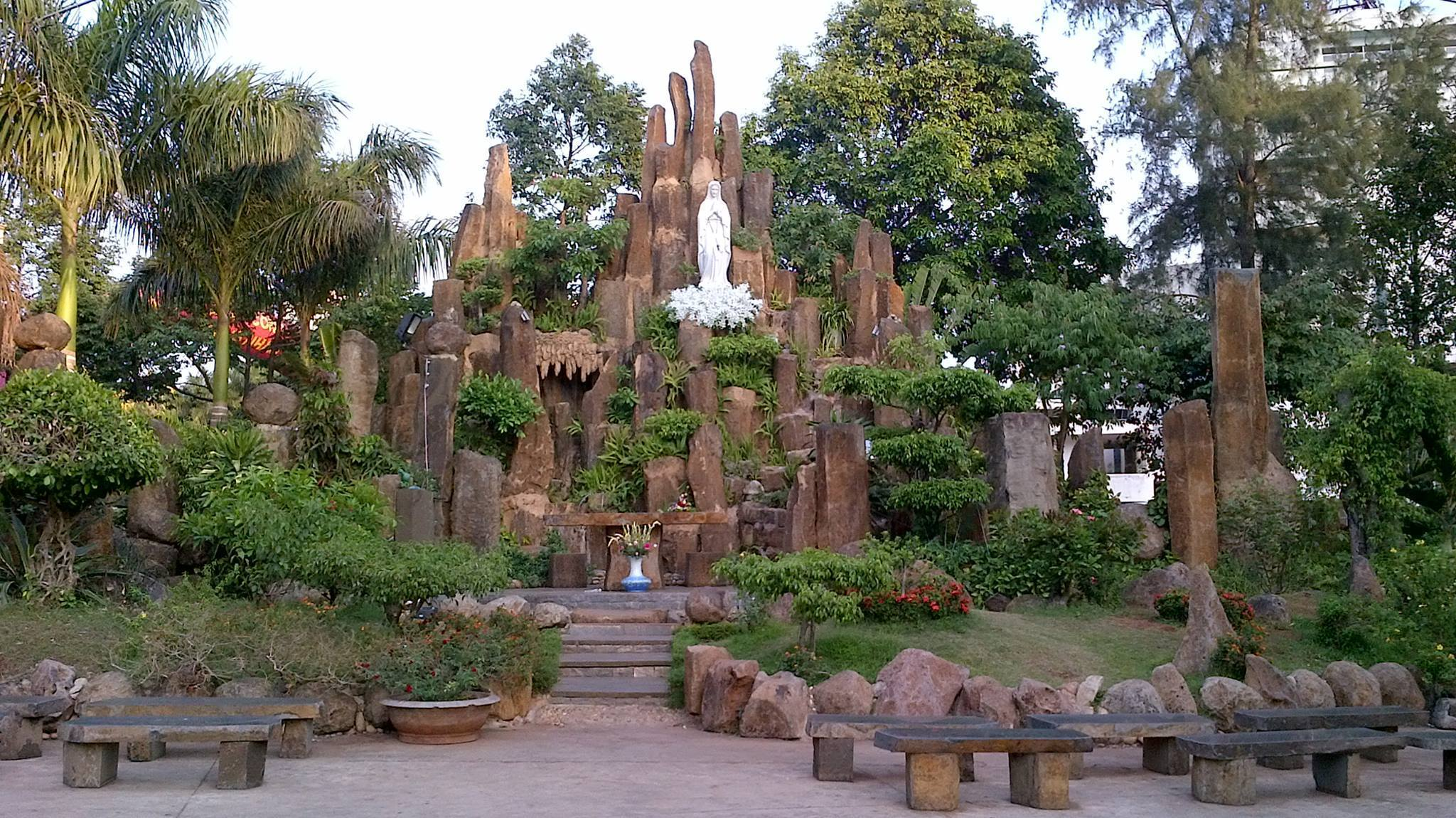
Vista de los alrededores del templo